# Liga Mistrzów UEFA (1996/1997)
V Liga Mistrzów UEFA 1996/1997

(ang. UEFA Champions League)
XLII Puchar Europy Mistrzów Klubowych 1996/1997

(ang. European Champion Clubs' Cup)

## Runda kwalifikacyjna
| Maccabi Tel Awiw – Fenerbahçe SK 0:1 i 1:1 - 03.08 1996 0:1 Kemalettin 42 - 21.08 1996 0:1 Ukocha 18, 1:1 Driks 75 |
| Rangers – Ałania Władykaukaz 3:1 i 7:2 - 03.08 1996 0:1 Janowski 9, 1:1 Mclnnes 50, 2:1 McCoist 60, 3:1 Pétrie 79 - 21.08 1996 1:0 McCoist 1, 2:0 McCoist 14, 2:1 Janowski 15, 3:1 McCoist 19, 3:2 Sulejmanow 24k, 4:2 van Vossen 40, 5:2 B. Laudrup 55, 6:2 B. Laudrup 83, 7:2 Miller 87 |
| Panathinaikos AO – Rosenborg BK 1:0 i 0:3 (dog) - 03.08 1996 1:0 K. Warzycha 19 - 21.08 1996 0:1 Strand 63, 0:2 Iversen 95, 0:3 Heggem 98 |
| IFK Göteborg – Ferencvárosi TC3:0 i 1:1 - 03.08 1996 1:0 Blomqvist 37, 2:0 S. Pettersson 50, 3:0 Andreas Andersson 57 (mecz na stadionie Norrköpings Idrottsparken w Norrköping) - 21.08 1996 0:1 F. Horvath 15, 1:1 Andreas Andersson 87                                                 |
| Widzew Łódź – Brøndby IF 2:1 i 2:3 - 07.08 1996 1:0 Dembiński 64, 2:0 Majak 74, 2:1 Bjur 75 - 21.08 1996 0:1 P.Møller 32, 0:2 Bjur 44, 0:3 Vilfort 48, 1:3 Citko 56, 2:3 Wojtala 89 |
| Grasshopper Club Zürich – Slavia Praga 5:0 i 1:0 - 03.08 1996 1:0 Türkyilmaz 11, 2:0 Esposito 43, 3:0 Türkyilmaz 47, 4:0 Moldovan 60, 5:0 Koller 88 - 21.08 1996 1:0 Türkyilmaz 60 |
| Club Brugge – Steaua Bukareszt 2:2 i 0:3 - 03.08 1996 1:0 Anders Nielsen 25, 1:1 A. Ille 44, 2:1 Špehar 55, 2:2 A. Ille 61 - 21.08 1996 0:1 A. Ille 33k, 0:2 A. Ille 45, 0:3 Nagy 55 |
| Rapid Wiedeń – Dynamo Kijów 2:0 i 4:2 - 03.08 1996 1:0 Stumpf 8, 2:0 Guggi 89 - 21.08 1996 0:1 Kalitwincew 6, 1:1 T. Iwanow 23, 2:1 Kühbauer 32, 3:1 T. Iwanow 42, 4:1 Czackiewicz 62s, 4:2 Maksimow 77                                                                                   |
| Wolny los: Juventus F.C., A.C. Milan, AJ Auxerre, Borussia Dortmund, Atlético Madryt, AFC Ajax, Manchester United, FC Porto |

## Faza grupowa

### Grupa A
| AJ Auxerre – AFC Ajax 0:1 (0:1) - 11.09 1996 0:1 Litmanen 4                                                              |
| Grasshopper Club Zürich – Rangers 3:0 (2:0) - 11.09 1996 1:0 Yakin 18, 2:0 Türkyilmaz 28, 3:0 Türkyilmaz 79              |
| Rangers – AJ Auxerre 1:2 (0:0) - 25.09 1996 0:1 Deniaud 55, 0:2 Deniaud 69, 1:2 Gascoigne 71                             |
| AFC Ajax – Grasshopper Club Zürich 0:1 (0:0) - 25.09 1996 0:1 Yakin 60                                                   |
| AJ Auxerre – Grasshopper Club Zürich 1:0 (1:0) - 16.10 1996 1:0 Deniaud 42                                               |
| AFC Ajax – Rangers 4:1 (2:0) - 16.10 1996 1:0 Dani 25, 2:0 Dani 41, 3:0 Babangida 83, 3:1 Durrant 88, 4:1 Wooter 90      |
| Rangers – AFC Ajax 0:1 (0:1) - 30.10 1996 0:1 A. Schölten 39                                                             |
| Grasshopper Club Zürich – AJ Auxerre 3:1 (2:0) - 30.10 1996 1:0 Moldovan 17, 2:0 Moldovan 29k, 2:1 Gren 47s, 3:1 Gren 59 |
| Rangers – Grasshopper Club Zürich 2:1 (0:0) - 20.11 1996 1:0 McCoist 67, 2:0 McCoist 73k, 2:1 J. Berger 77               |
| AFC Ajax – AJ Auxerre 1:2 (1:1) - 20.11 1996 0:1 Diomede 11, 1:1 Babangida 44, 1:2 Marlet 57                             |
| AJ Auxerre – Rangers 2:1 (2:1) - 04.12 1996 1:0 Laslandes 20, 2:0 Marlet 32, 2:1 Gough 36                                |
| Grasshopper Club Zürich – AFC Ajax 0:1 (0:1) - 04.12 1996 0:1 Kluivert 32                                                |

| Poz | Klub                    | Mecze | Zw | Rem | Por | Pkt | BrZd | BrStr |
| --- | ----------------------- | ----- | -- | --- | --- | --- | ---- | ----- |
| 1   | AJ Auxerre              | 6     | 4  | 0   | 2   | 12  | 8    | 7     |
| 2   | AFC Ajax                | 6     | 4  | 0   | 2   | 12  | 8    | 4     |
| 3   | Grasshopper Club Zürich | 6     | 3  | 0   | 3   | 9   | 8    | 5     |
| 4   | Rangers                 | 6     | 1  | 0   | 5   | 3   | 5    | 13    |

### Grupa B
| Atlético Madryt Steaua Bukareszt 4:0 (2:0) - 11.09 1996 1:0 Esnaider 32, 2:0 Esnaider 45, 3:0 Simeone 64, 4:0 Simeone 85                                                                  |
| Borussia Dortmund – Widzew Łódź 2:1 (1:0) - 11.09 1996 1:0 Herrlich 45, 2:0 Herrlich 68, 2:1 Citko 85                                                                                     |
| Widzew Łódź – Atlético Madryt 1:4 (1:2) - 25.09 1996 0:1 Pantić 25, 0:2 Simeone 32, 1:2 Citko 45, 1:3 Simeone 58, 1:4 Kiko 60                                                             |
| Steaua Bukareszt – Borussia Dortmund 0:3 (0:2) - 25.09 1996 0:1 Ricken 6, 0:2 Heinrich 37, 0:3 Chapuisat 77                                                                               |
| Atlético Madryt – Borussia Dortmund 0:1 (0:0) - 16.10 1996 0:1 Reuter 51 |
| Steaua Bukareszt – Widzew Łódź 1:0 (0:0) - 16.10 1996 1:0 Bogusz 82s |
| Widzew Łódź – Steaua Bukareszt 2:0 (1:0) - 30.10 1996 1:0 Majak 40, 2:0 Czerwiec 48 |
| Borussia Dortmund – Atlético Madryt 1:2 (1:2) - 30.10 1996 1:0 Herrlich 17, 1:1 Roberto 37, 1:2 Pantić 42                                                                                 |
| Widzew Łódź – Borussia Dortmund 2:2 (2:1) - 20.11 1996 0:1 Lambert 14, 1:1 Dembiński 15, 2:1 Dembiński 20, 2:2 Kohler 65                                                                  |
| Steaua Bukareszt – Atlético Madryt 1:1 (0:1) - 20.11 1996 0:1 Pantić 24, 1:1 S. Ilie 46                                                                                                   |
| Atlético Madryt – Widzew Łódź 1:0 (0:0) - 04.12 1996 1:0 Pantić 83 |
| Borussia Dortmund – Steaua Bukareszt 5:3 (3:1) - 04.12 1996 1:0 Chapuisat 13, 1:1 S. Ilie 17k, 2:1 Chapuisat 22, 3:1 Tretschok 43, 3:2 Baciu 52, 4:2 Riedle 63, 5:2 Zorc 65, 5:3 Călin 79 |

| Poz | Klub              | Mecze | Zw | Rem | Por | Pkt | BrZd | BrStr |
| --- | ----------------- | ----- | -- | --- | --- | --- | ---- | ----- |
| 1   | Atlético Madryt   | 6     | 4  | 1   | 1   | 13  | 12   | 4     |
| 2   | Borussia Dortmund | 6     | 4  | 1   | 1   | 13  | 14   | 8     |
| 3   | Widzew Łódź       | 6     | 1  | 1   | 4   | 4   | 6    | 10    |
| 4   | Steaua Bukareszt  | 6     | 1  | 1   | 4   | 4   | 5    | 15    |

### Grupa C
| Rapid Wiedeń – Fenerbahçe SK 1:1 (0:1) - 11.09 1996 0:1 Bolić 30, 1:1 Stumpf 71                                                     |
| Juventus F.C. – Manchester United 1:0 (1:0) - 11.09 1996 1:0 Bokšić 34                                                              |
| Manchester United – Rapid Wiedeń 2:0 (2:0) - 25.09 1996 1:0 Solskjær 20, 2:0 Beckham 27                                             |
| Fenerbahçe SK – Juventus F.C. 0:1 (0:1) - 25.09 1996 0:1 Bokšić 22                                                                  |
| Rapid Wiedeń – Juventus F.C. 1:1 (1:1) - 16.10 1996 0:1 Vieri 9, 1:1 Lesiak 20                                                      |
| Fenerbahçe SK – Manchester United 0:2 (0:0) - 16.10 1996 0:1 Beckham 55, 0:2 Cantona 60                                             |
| Manchester United – Fenerbahçe SK 0:1 (0:0) - 30.10 1996 0:1 Bolić 78                                                               |
| Juventus F.C. – Rapid Wiedeń 5:0 (3:0) - 30.10 1996 1:0 Bokšić 5, 2:0 Montero 26, 3:0 Del Piero 29, 4:0 Bokšić 59, 5:0 Del Piero 75 |
| Manchester United – Juventus F.C. 0:1 (0:1) - 28.11 1996 0:1 Del Piero 35k                                                          |
| Fenerbahçe SK – Rapid Wiedeń 1:0 (0:0) - 28.11 1996 1:0 Høgh 76                                                                     |
| Rapid Wiedeń – Manchester United 0:2 (0:1) - 04.12 1996 0:1 Giggs 24, 0:2 Cantona 72                                                |
| Juventus F.C. – Fenerbahçe SK 2:0 (1:0) - 04.12 1996 1:0 Padovano 41, 2:0 N. Amoruso 85                                             |

| Poz | Klub              | Mecze | Zw | Rem | Por | Pkt | BrZd | BrStr |
| --- | ----------------- | ----- | -- | --- | --- | --- | ---- | ----- |
| 1   | Juventus F.C.     | 6     | 5  | 1   | 0   | 16  | 11   | 1     |
| 2   | Manchester United | 6     | 3  | 0   | 3   | 9   | 6    | 3     |
| 3   | Fenerbahçe SK     | 6     | 2  | 1   | 3   | 7   | 3    | 6     |
| 4   | Rapid Wiedeń      | 6     | 0  | 2   | 4   | 2   | 2    | 12    |

### Grupa D
| IFK Göteborg – Rosenborg BK 2:3 (1:1) - 11.09 1996 0:1 Jakobsen 32, 1:1 Erlingmark 38, 2:1 Erlingmark 49, 2:2 Iversen 52, 2:3 Brattbakk 64                      |
| A.C. Milan – FC Porto 2:3 (1:0) - 11.09 1996 1:0 Simone 15, 1:1 Artur 53, 2:1 Weah 69, 2:2 Jardel 76, 2:3 Jardel 82                                             |
| FC Porto – IFK Göteborg 2:1 (1:0) - 25.09 1996 1:0 Artur 27, 2:0 Artur 51, 2:1 Jorge Costa 72s                                                                  |
| Rosenborg BK – A.C. Milan 1:4 (1:3) - 25.09 1996 0:1 Simone 6, 1:1 Soltvedt 16, 1:2 Simone 21, 1:3 Simone 24, 1:4 Weah 56                                       |
| IFK Göteborg – A.C. Milan 2:1 (0:0) - 16.10 1996 0:1 Weah 53, 1:1 Wahlstedt 75, 2:1 Alexandersson 85                                                            |
| Rosenborg BK – FC Porto 0:1 (0:0) - 16.10 1996 0:1 Jardel 90 |
| FC Porto – Rosenborg BK 3:0 (2:0) - 30.10 1996 1:0 Zahović 21,2:0 Drulović 41, 3:0 Artur 60                                                                     |
| A.C. Milan – IFK Göteborg 4:2 (3:2) - 30.10 1996 1:0 Boban 4, 2:0 Albertini 13k, 2:1 Blomqvist 27, 2:2 Andreas Andersson 32, 3:2 Locatelli 44, 4:2 R. Baggio 90 |
| FC Porto – A.C. Milan 1:1 (0:0) - 20.11 1996 0:1 Davids 55, 1:1 Edmilson 71                                                                                     |
| Rosenborg BK – IFK Göteborg 1:0 (0:0) - 20.11 1996 1:0 Skammelsrud 66k                                                                                          |
| IFK Göteborg – FC Porto 0:2 (0:0) - 04.12 1996 0:1 Jardel 64, 0:2 Edmilson 90                                                                                   |
| A.C. Milan – Rosenborg BK 1:2 (1:1) - 04.12 1996 0:1 Brattbakk 30, 1:1 Dugarry 45, 1:2 Heggem 70                                                                |

| Poz | Klub         | Mecze | Zw | Rem | Por | Pkt | BrZd | BrStr |
| --- | ------------ | ----- | -- | --- | --- | --- | ---- | ----- |
| 1   | FC Porto     | 6     | 5  | 1   | 0   | 16  | 12   | 4     |
| 2   | Rosenborg BK | 6     | 3  | 0   | 3   | 9   | 7    | 11    |
| 3   | A.C. Milan   | 6     | 2  | 1   | 3   | 7   | 13   | 11    |
| 4   | IFK Göteborg | 6     | 1  | 0   | 5   | 3   | 7    | 13    |

## 1/4 finału
| Borussia Dortmund – AJ Auxerre 3:1 i 1:0 1 05.03 1997 1:0 Riedle 12, 2:0 R. Schneider 54, 2:1 Lamouchi 75, 3:1 A. Möller 83 2 19.03 1997 1:0 Ricken 61                                |
| AFC Ajax – Atlético Madryt 1:1 i 3:2 (dog) 1 05.03 1997 0:1 Esnaider 8, 1:1 Kluivert 53 2 19.03 1997 0:1 Kiko 29, 1:1 R. de Boer 49, 2:1 Dani 100, 2:2 Pantić 105k, 3:2 Babangida 119 |
| Rosenborg BK – Juventus F.C. 1:1 i 0:2 1 05.03 1997 1:0 Soltvedt 51, 1:1 Vieri 52 2 19.03 1997 0:1 Zidane 29, 0:2 N. Amoruso 90k                                                      |
| Manchester United – FC Porto 4:0 i 0:0 1 05.03 1997 1:0 May 22, 2:0 Cantona 34, 3:0 Giggs 61, 4:0 Cole 80 2 19.03 1997                                                                |

## 1/2 finału
| Borussia Dortmund – Manchester United 1:0 i 1:0 1 09.04 1997 1:0 Tretschok 76 2 23.04 1997 1:0 Ricken 6                                                                                        |
| AFC Ajax – Juventus F.C. 1:2 i 1:4 1 09.04 1997 0:1 N. Amoruso 14, 0:2 Vieri 41, 1:2 Litmanen 66 2 23.04 1997 0:1 Lombardo 34, 0:2 Vieri 36, 1:2 Melchiot 78, 1:3 N. Amoruso 79, 1:4 Zidane 81 |

## Finał
| 28 maja 1997 Monachium Olympiastadion (59 000) Borussia Dortmund – Juventus F.C. 3:1 (2:0) Sędzia: Sándor Puhl (Węgry) Bramki: 1:0 Karl-Heinz Riedle 29, 2:0 Karl-Heinz Riedle 34, 2:1 Alessandro Del Piero 64, 3:1 Lars Ricken 71 Żółte kartki: Paulo Sousa, Lars Ricken / Sergio Porrini, Mark Iuliano Ballspiel Verein Borussia 09 e.V. Dortmund (trener Ottmar Hitzfeld): Stefan Klos – Jürgen Kohler, Matthias Sammer (kapitan), Martin Kree, Stefan Reuter, Paul Lambert, Paulo Sousa, Jörg Heinrich, Andreas Möller (89 Michael Zorc), Karl-Heinz Riedle (67 Heiko Herrlich), Stéphane Chapuisat (70 Lars Ricken) Juventus Football Club (trener Marcello Lippi): Angelo Peruzzi (kapitan) – Sergio Porrini (46 Alessandro Del Piero), Ciro Ferrara, Paolo Montero, Mark Iuliano, Angelo Di Livio, Vladimir Jugović, Didier Deschamps, Zinedine Zidane, Alen Bokšić (88 Alessio Tacchinardi), Christian Vieri (73 Nicola Amoruso) |